# Nicolae Mitea
Nicolae Mitea (Bucareste, 24 de março de 1985) é um futebolista romeno que atua como atacante.
Mitea é atacante, tendo tendência de jogar pelos lados do campo, mas também pode jogar como um meia criador de jogadas ou como um centroavante. É um jogador muito veloz, fazendo poucos gols mas sendo líder em assistências.